# Walter Bright
Walter Bright es un programador de computadoras conocido por ser el principal desarrollador del primer compilador nativo de C++, Zortech C++ (más tarde Symantec C++, ahora Digital Mars C++). También famoso por Empire, un juego de estrategia, escrito entre 1971-1977 en una PDP-10. Actualmente mantiene el proyecto para el diseño del lenguaje de programación D.